# Дружино-Бардым
Дружино-Бардым — деревня в Артинском городском округе Свердловской области России. Расположена в 21 км на западо-северо-запад от административного центра — посёлка городского типа Арти. Является частью Азигуловского сельского совета.

## Население
| 2002 | 2010 | 2021 |
| ---- | ---- | ---- |
| 102  | ↘78  | ↘52  |